# Свети Сергије магистар
Сергије магистар или Сергио Никетијат (грч. Σεργιος Νικητιατης, у.. 843.) је био високи византијски званичник и члан династије Аморијана у време спора са јереси иконоборства.. 
Православна црква слави Сергија као светитеља 28. јуна због његове улоге у обнови иконопоштовања.

## Живот
Подаци о животу светог Сергија налазе се у  делима светих Давида, Симеона и Георгија и Синакариум Константинополитанум. Према њима, Сергије је рођен у селу Никетиа, близу Амастриса, на обали Црног мора у Пафлагонији. Био је близак рођак, вероватно стриц, царице Теодоре, жене цара Теофила (р. 829–842) и мајке цара Михаила III (р. 842–867).
Под Теофилом је постао један од водећих чланова византијског сената, достигавши врховни судски чин магистра. Печати који му се приписују такође бележе да је прогресивно напредовао кроз нивое хипатос, антхипатос, протоспатхариос и патрикиос, и да је обављао функцију генерала Логотета.
Сергије је 843. године, заједно са логотетом Теоктистом и Теодорином браћом, Вардом и Петроном, био пресудан у коначном напуштању иконоборства и обнављању поштовања икона, чину због којег се прославља. као светитељ од стране Православне Цркве.
Исте године му је, према Синакариум Константинополитанум, поверено вођење експедиције против емирата Крита, али сви други извори бележе да је Теоктистос предводио поход. Могуће је, међутим, да је Сергије заостао па да је Теоктистос био приморан да се журно врати у Цариград. Сергије је умро на Криту, где су византијске снаге поражене од Арапа, и у почетку је сахрањен на острву у манастиру који је по њему постао познат као тоу Магистроу („од магистра“). Касније је премештен у манастир Богородице у Никомедијском заливу, који је он основао и који је после тога постао познат као тоу Никетиатоу.